# شهرستان بردسیر

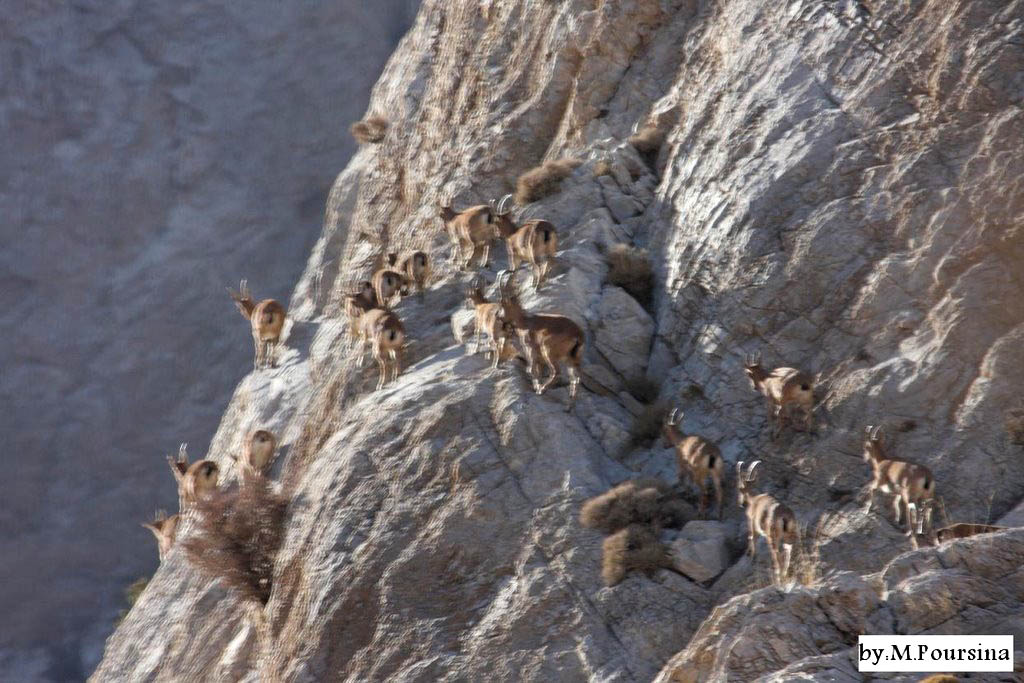
گروهی از غزال‌های منطقه حفاظت‌شده بیدوئیه

شهرستان بردسیر از شهرستان‌های استان کرمان است. مرکز این شهرستان، شهر بردسیر است.

## تقسیمات کشوری
شهرستان بردسیر در تقسیمات جدید کشوری ایران که در زمان رضا شاه پهلوی شکل گرفت، یکی از بخش‌های شهرستان بم بود. به تصویب هیئت وزیران در یازدهم تیر ۱۳۲۴ بخش بردسیر از بم جدا و به سیرجان الحاق شد.
شهرستان بردسیر دارای ۴ بخش، ۸ دهستان و ۵ شهر به شرح زیر است:

### شهرستان بردسیر
| بخش     | مرکز بخش | جمعیت بخش ۱۳۹۵ | نام دهستان | مرکز دهستان | جمعیت دهستان ۱۳۹۵ | شهر           | جمعیت شهر ۱۳۹۵       |
| ------- | -------- | -------------- | ---------- | ----------- | ----------------- | ------------- | -------------------- |
| مرکزی   | بردسیر   | ۴۲،۲۳۸ نفر     | مشیز       | دشتکار      | ۷،۸۱۲ نفر         | بردسیر دشتکار | ۲۵،۱۵۲ نفر ۳،۲۳۴ نفر |
| مرکزی   | بردسیر   | ۴۲،۲۳۸ نفر     | کوه پنج    | ماهونک      | ۶،۰۴۰ نفر         | بردسیر دشتکار | ۲۵،۱۵۲ نفر ۳،۲۳۴ نفر |
| نگار    | نگار     | ۱۷،۱۷۱ نفر     | نارپ       | نارپ        | ۶،۱۱۲ نفر         | نگار          | ۷،۶۰۰ نفر            |
| نگار    | نگار     | ۱۷،۱۷۱ نفر     | نگار       | نگار        | ۳،۴۵۹ نفر         | نگار          | ۷،۶۰۰ نفر            |
| لاله‌زار | لاله‌زار  | ۱۳،۴۰۷ نفر     | قلعه عسگر  | قلعه عسکر   | ۵،۷۳۹ نفر         | لاله‌زار       | ۴،۴۲۹ نفر            |
| لاله‌زار | لاله‌زار  | ۱۳،۴۰۷ نفر     | لاله‌زار    | لاله‌زار     | ۳،۲۳۹ نفر         | لاله‌زار       | ۴،۴۲۹ نفر            |
| گلزار   | گلزار    | ۸،۲۷۱ نفر      | شیرینک     | شیرینک      | ۲،۱۴۹ نفر         | گلزار         | ۵،۴۴۵ نفر            |
| گلزار   | گلزار    | ۸،۲۷۱ نفر      | گلزار      | گلزار       | ۶۷۷ نفر           | گلزار         | ۵،۴۴۵ نفر            |

## جمعیت
جمعیت شهرستان بردسیر بنابر سرشماری سال ۱۳۹۵، برابر با ۸۱،۹۸۳ نفر بوده‌است.

## جغرافیا و موقعیت
مرکز شهرستان بردسیر در ۵۵ کیلومتری شهر کرمان و در مسیر محور سیرجان به کرمان قرار دارد.

### آب و هوا و اقلیم
آب و هوای بردسیر معتدل کوهستانی است که زمستانهای سرد و تابستانهای ملایم دارد. در بردسیر بادهای موسمی و فصلی می‌وزد. مهم‌ترین رودهای بردسیر عبارت‌اند از رودخانه قریه العرب رودخانه آب بخشا و رودخانه ماهونک و از آبهای راکد بردسیر می‌توان دریاچه ترشاب و دریاچه حلبی ساز را نام برد. چند چشمه نیز در بردسیر وجود دارند؛ که عبارت‌اند از چشمه گزوییه، چشمه نور و چشمه سرخ. بَردسیر از بلندترین شهرستان‌های ایران است. حداکثر ارتفاع آن ۴,۳۵۱ متر (کوه لاله‌زار)، و پس از آن ۲۸۷۰متر (شهر لاله زار) و حداقل ارتفاع آن حدود ۲هزار متر است،ارتفاع روستای بیدخون ۲۷۲۰ متر است،شهربردسیر ۲۰۴۷ متر از سطح دریا ارتفاع دارد.

## صنایع
- کارخانه در حال ساخت تغلیظ مس درآلو
- کارخانه لاستیک (زیر مجموعه صندوق بازنشستگی مس)
- فولاد ایرانیان مجتمع بردسیر
- جهان فولاد بردسیر
- کارخانه فولاد بردسیر
- کارخانجات گلاب‌گیری زهرا
- کارخانه گلاب‌گیری کوثر استار

- کارخانه ماه گلاب صباغیان
- کارخانه فولاد ایرانیان
- کارخانه پنیر
- کارخانه آب معدنی
- شرکت صایع کابل سازی
- کارخانه سنگ مصنوعی مشیز استون

## کشاورزی
کشاورزی شهرستان بردسیر شامل کاشت گل‌های محمدی و میوه جات سردسیری است علاوه بر این کاشت زعفران نیز در این شهر کاشته می‌شود.